# Eurotium xerophilum
Eurotium xerophilum är en svampart som beskrevs av Samson & Mouch. 1975. Eurotium xerophilum ingår i släktet Eurotium och familjen Trichocomaceae.   Inga underarter finns listade i Catalogue of Life.